# Sinthusa amba
Sinthusa amba är en fjärilsart som beskrevs av Kirby 1878. Sinthusa amba ingår i släktet Sinthusa och familjen juvelvingar. Inga underarter finns listade i Catalogue of Life.